# Nicolai Kristensen
Nicolai Kristensen (19. juli 1990, Frederikshavn) er en tidligere dansk ishockeyspiller.   
Han startede i Frederikshavn Ishockey Klub. 
Nicolai  Kristensens position var back, han har spillet 9 professionelle kampe for AaB Ishockey. Han havde kontrakt med Frederikshavn Whitehawks i sæsonen 2008/2009, dog uden at spille nogle turneringskampe for dem. Han har spillet 141 kampe i den danske U20 liga og 168 kampe i den danske 1.division for henholdsvis AaB og Frederikshavn, herudover har han spillet 12 ungdomslandskampe for Danmark for henholdsvis U16, U17 og U18 landsholdet. 